# Deuxième Bureau
La expresión Deuxième Bureau, comúnmente, se refiere al servicio de información del Ejército francés, con referencia a la 'Segunda Oficina' del Estado Mayor General, del que formaba parte. El SR-Guerra francés fue creado en 1871.
El Deuxième Bureau fue encabezado por el coronel Jean Sandherr entre 1886 y 1895, y luego Georges Picquart entre 1895 y 1896, y Hubert-Joseph Henry de 1897 a 1898.
El Deuxième Bureau participó en el Caso Dreyfus.
Durante el Segunda Guerra Mundial el Deuxième Bureau es oficialmente disuelto. Los servicios de inteligencia de Vichy se transfirieron al Centro de Información del Gobierno (CIG), bajo la dirección de François Darlan, si bien se crearon estructuras, total o parcialmente secretas: BMA (BMA), Rural de Obras (TR) ...
Al mismo tiempo, la Francia Libre puso en marcha, en Londres, su servicio de inteligencia propio, la 2.º "Oficina" (Deuxième Bureau) y Oficina Central de Información y Acción de (BCRA), bajo la dirección del coronel Passy (Andre Dewavrin).
El exjefe de la Segunda Oficina, el coronel Luis Rivet, logra reunir a la mayoría del personal de la BMA (B.M.A). Oficialmente, este departamento es responsable de la represión de actividades comunistas y la lucha contra la resistencia. También sirve como una tapadera para actividades clandestinas. Del mismo modo, la contra-inteligencia sigue funcionando, incluyendo la de Operaciones Asuntos Rurales, asignada al comandante Paillole. En agosto de 1942, la BMA fue disuelta por Pierre Laval. Paillole aprueba, en Argel, continuando sus actividades ilegales en relación con sus servicios se mantuvo en Francia: TR y TR Young, entre otros. También establece un Servicio de Seguridad Militar.
En la aproximación Giraud-De Gaulle. El Comité francés de Liberación Nacional ordenó la fusión del BCRA y Rivet de inteligencia en una nueva estructura, la Dirección General de Servicios Especiales (DGHS). Opuesto a las condiciones de la fusión, Luis Rivet dimite.
El DGHS es la Dirección General de Estudios e Investigaciones (PRB), 6 de noviembre de 1944. En 1946, se sustituye por Materiales fuera de servicio y en contraespionaje (PESD), que se convirtió en el DGSE en 1982.

## Desambiguación
En África es una metáfora para referirse a una concubina en contraposición a la esposa. 